# Миджан
Миджан (азерб. Mican) — село в Исмаиллинском районе Азербайджана. С 2012 года входит в административную территорию города Исмаиллы.

## История
В начале XIX века Восточное Закавказье вошло в состав Российской империи. Ширванское ханство, в котором располагалась территория современного Исмаиллинского района Азербайджана, было преобразовано в Ширванскую провинцию.
Первые исторические сведения о Миджане приводятся в «Описание Ширванской провинции, составленное в 1820 году». Согласно им Миджанъ принадлежала Азай-Султану, приближённому ширванского хана. Из 12 семейств, обитавших в деревне, 8 платили подать, а 4 были освобождены от неё.
В Миджане родился участник Первой карабахской войны, шахид Джалал Рустамов.

## Население
По данным «Кавказского календаря» на 1856 год в селении Миджанъ проживали «татары»-«мухаммеданы» (азербайджанцы-мусульмане) с разговорным языком азербайджанским, по источнику «татарским».
В материалах посемейных списков на 1886 год, упоминается  Миджань Гёкчайского уезда Бакинской губернии, в селении насчитывался 501 житель (81 дым) и все «татары»-сунниты (азербайджанцы-сунниты), из которых  9 человек относились к духовенству, а остальные 492 человека являлись крестьянами на владельческой земле.
По данным издания «Административное деление АССР», опубликованных в 1933 году Управлением народно-хозяйственного учёта Азербайджанской ССР (АзНХУ), на 1 января 1933 года в Миджанкенте, входившем в Исмаиллинский сельсовет, проживало 519 человек (113 хозяйств), из них 264 мужчины и 255 женщин. Население всего сельсовета (сёла Джульян, Исмаиллы — центр, Талыстан), состояло на 100 % из тюрков (азербайджанцев).

## Достопримечательности
В селе имеется мечеть, построенная в XIX веке.

## В культуре
Миджан упоминается в романе азербайджанского писателя Фармана Керимзаде «Снежный перевал». 